# Вікторія (Вірджинія)
Вікторія (англ. Victoria) — місто (англ. town) в США, в окрузі Луненберг штату Вірджинія. Населення — 1734 особи (2020).

## Географія
Вікторія розташована за координатами 36°59′40″ пн. ш. 78°13′27″ зх. д. / 36.99444° пн. ш. 78.22417° зх. д. (36.994444, -78.224298).  За даними Бюро перепису населення США в 2010 році місто мало площу 7,38 км², з яких 7,29 км² — суходіл та 0,09 км² — водойми.

## Демографія
Згідно з переписом 2010 року, у місті мешкало 1725 осіб у 743 домогосподарствах у складі 460 родин. Густота населення становила 234 особи/км².  Було 888 помешкань (120/км²).
Расовий склад населення:
| - 67,6 % — білих - 29,3 % — чорних або афроамериканців - 0,2 % — азіатів |

До двох чи більше рас належало 2,0 %. Частка іспаномовних становила 2,0 % від усіх жителів.
За віковим діапазоном населення розподілялося таким чином: 21,9 % — особи молодші 18 років, 58,6 % — особи у віці 18—64 років, 19,5 % — особи у віці 65 років та старші. Медіана віку мешканця становила 43,0 року. На 100 осіб жіночої статі у місті припадало 81,2 чоловіків;  на 100 жінок у віці від 18 років та старших — 76,1 чоловіків також старших 18 років.
Середній дохід на одне домашнє господарство  становив 42 301 долар США (медіана — 35 478), а середній дохід на одну сім'ю — 49 600 доларів (медіана — 45 781). Медіана доходів становила 31 250 доларів для чоловіків та 33 650 доларів для жінок. За межею бідності перебувало 25,6 % осіб, у тому числі 36,2 % дітей у віці до 18 років та 15,8 % осіб у віці 65 років та старших.
Цивільне працевлаштоване населення становило 724 особи. Основні галузі зайнятості: освіта, охорона здоров'я та соціальна допомога — 19,1 %, роздрібна торгівля — 18,5 %, публічна адміністрація — 13,0 %, виробництво — 12,2 %.